# قفل الکتریکی
قفل الکترونیکی که در ایران به اشتباه آن را قفل دیجیتال هم می‌خوانند، یک نوع از قفل است که با استفاده از جریان الکترونیکی عمل می‌کند. قفل‌های الکترونیکی ممکن است به سیستم کنترل دسترسی متصل شوند که مزایای آن عبارتند از:
- کنترل کلید: جایی که کلیدها می‌توانند افزوده و حذف شوند بدون نیاز به دوباره کلیدزنی سیلندر قفل.
- کنترل دسترسی پیشرفته: جایی که زمان و مکان جزو فاکتورها هستند. شما می توانید با استفاده از ارتباط بی سیم (Wireless) هم به لیست عبور و مرور ها و هم برای باز و بسته کردن درب ها، دسترسی خواهید داشت.
- ورود و خروج تَراکُنش بنیان: جایی که فعالیت‌ها ثبت می‌شود.

بعضی نمونه‌های قفل الکترونیک می‌توانند از راه دور مورد نظارت و کنترل برای بستن و باز کردن قرار بگیرند.